# 愛知医科大学病院
愛知医科大学病院（あいちいかだいがくびょういん）は、愛知県長久手市岩作雁又1番地1にある愛知医科大学の付属大学病院。特定機能病院、高度救命救急センター指定病院。

## 沿革
- 1974年（昭和49年） - 開院。
- 1996年（平成8年） - 高度救命救急センターに認定。
- 2002年（平成14年） - ドクターヘリを導入。
- 2005年（平成17年） - 愛知医科大学附属病院から愛知医科大学病院へ改称。
- 2006年（平成18年） - 愛知県の基幹災害医療センターの指定を受ける。
- 2013年（平成25年）12月 - 新病院が竣工（2011年7月着工、総工費220億円）[1]。
- 2014年（平成26年）5月 - 新病院が開院[1]。

## 診療科
- 消化管内科
- 小児科
- 循環器内科
- 内分泌科・代謝科・糖尿病内科
- 形成外科
- 神経内科
- 腎臓・膠原病内科
- 血液内科
- リウマチ科
- 産科・婦人科
- 眼科
- 乳腺・内分泌外科
- 消化器外科
- 心臓外科
- 血管外科
- 呼吸器外科
- 脳神経外科
- 皮膚科
- 整形外科
- 泌尿器科
- 耳鼻咽喉科
- 放射線科
- 麻酔科
- 総合診療科
- 救命救急科
- リハビリテーション科
- 歯科口腔外科
- 閉鎖病棟

## 病院内の施設

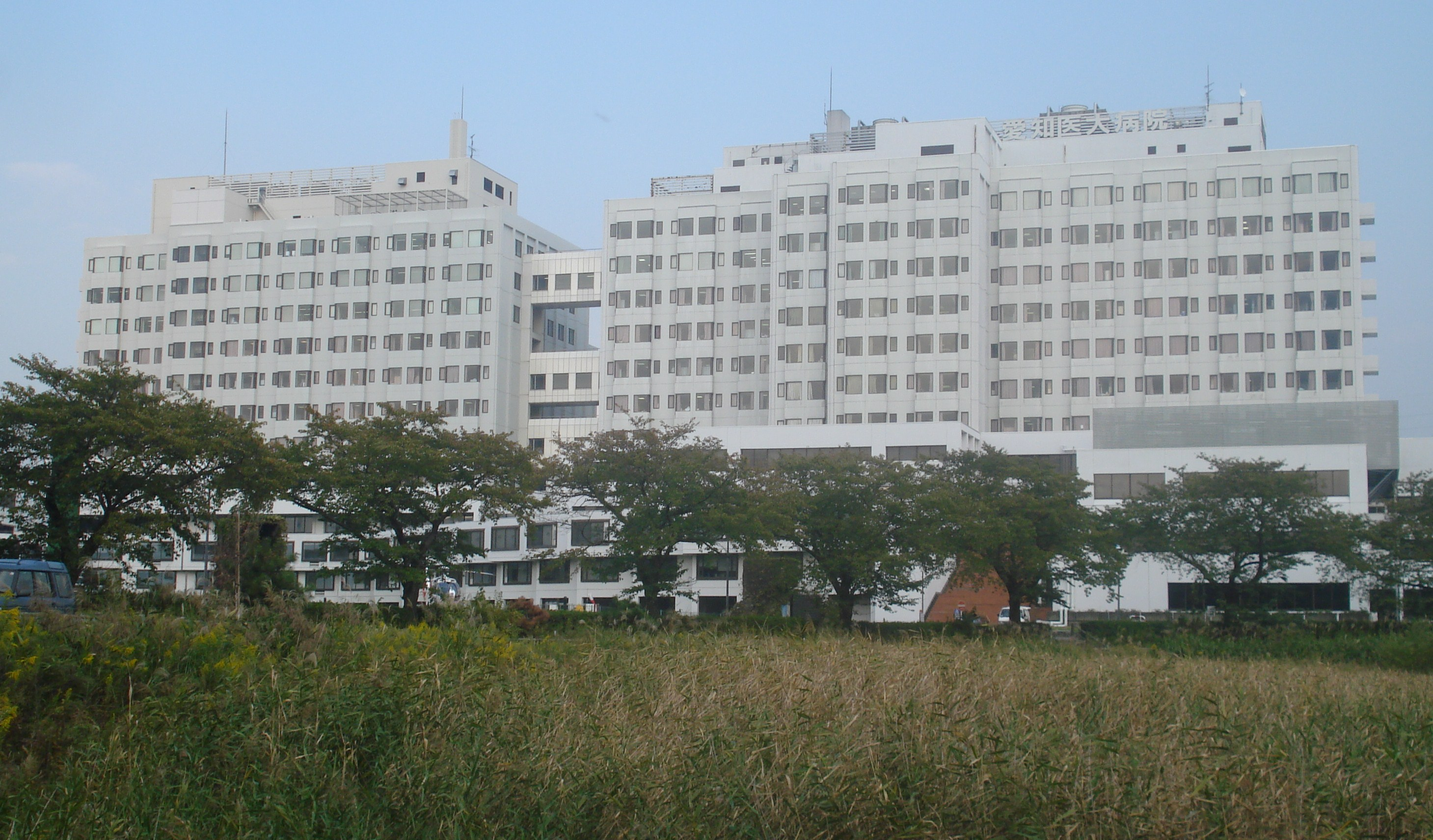

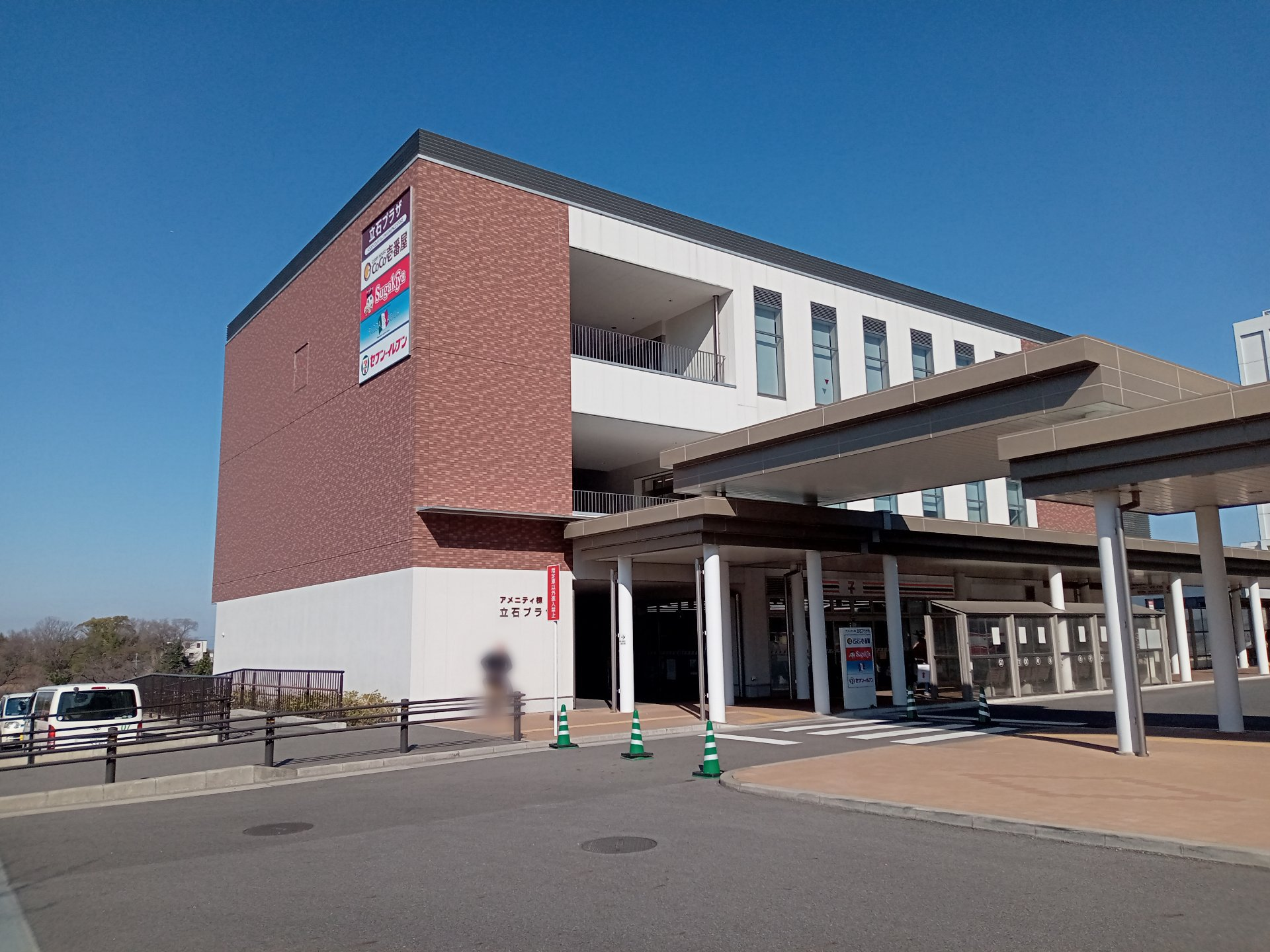
バスターミナル横のアメニティ棟（立石プラザ）

### 主な主要施設
- セブン-イレブン 愛知医科大学病院店
- 愛知医大病院内簡易郵便局
- ATM
  - 三菱UFJ銀行
  - 瀬戸信用金庫
  - ゆうちょ銀行

### アメニティ棟
中央棟からバスターミナルを挟んだ3階建てのビル。通称：立石プラザ。
※なお、立石プラザについては、患者呼び出しに使用するNAVIT端末の電波が届かない仕様でありながら、当病院がモニターに各外来の待ち情報を表示する仕組みを採用していないため、細心の注意が必要である。
- セブン-イレブン 愛知医大アメニティ棟店
- 寿がきや
- カレーハウスCoCo壱番屋
- ピザアクア

## 指定医療
- 保険医療機関
- 労災保険指定医療機関
- 指定自立支援医療機関（更生医療・育成医療・精神通院医療）
- 身体障害者福祉法指定医の配置されている医療機関
- 精神保健指定医の配置されている医療機関
- 生活保護法指定医療機関
- 結核指定医療機関
- 指定養育医療機関
- 戦傷病者特別援護法指定医療機関
- 原子爆弾被害者一般疾病医療取扱医療機関
- 公害医療機関
- 母体保護法指定医の配置されている医療機関
- 特定機能病院
- 災害拠点病院
- 救命救急センター
- 臨床研修指定病院
- 臨床修練指定病院
- エイズ治療拠点病院
- DPC対象病院
- 小児慢性特定疾患治療研究事業委託医療機関

## 交通アクセス

### バス（名鉄バス）
名鉄バスが下記の概要で運行
- 名古屋市営地下鉄東山線 藤が丘駅から約20分。
- 名鉄バスセンター（名古屋駅・基幹バス）から約70分。
- 名鉄瀬戸線 尾張旭駅から約20分。
- 名鉄瀬戸線 尾張瀬戸駅から約30分。
- 愛知高速交通東部丘陵線（リニモ） 長久手古戦場駅から約20分。

### その他
長久手市循環バス「N-バス」と尾張旭市営バス「あさぴー号」と瀬戸市コミュニティバスが乗り入れている。
当病院からの徒歩圏内に鉄道駅は存在しない。
リニモのはなみずき通駅〜長久手古戦場駅の各駅から徒歩の場合は、約30分程度かかる。